# Abbaye de Santa Maria di Propezzano
L'abbaye de Santa Maria di Propezzano est une ancienne abbaye bénédictine, située en Italie, dans la commune de Morro d'Oro (Abruzzes, province de Teramo).

## Histoire
Selon la tradition, la construction de l'église trouve son origine dans le miracle de l'apparition de la Vierge qui aurait eu lieu à cet endroit le 10 mai 715.
Bien que des sources médiévales n'aient pas été retrouvées et que les archives de l'abbaye aient été perdues, l'histoire de cet événement miraculeux a été transmise grâce à une longue inscription du XVe siècle, peinte en fresque, encore partiellement lisible sur les parties restantes du mur d'enduit au-dessus du portail d'entrée. Cette fresque a été réalisée à la demande du chanoine atrien Andrea Cerone.
L'inscription raconte l'arrêt de trois pèlerins allemands, décrits comme des « archiepiscopi magni », qui s'étaient arrêtés pour se reposer sous un petit arbre de cornouiller pendant leur retour de la Terre Sainte. Ils avaient attaché leurs chevaux aux branches de l'arbre et déposé leurs sacs contenant des reliques prises en Palestine. Peu de temps après, l'arbre a commencé à croître rapidement, soulevant leurs sacs hors de leur portée. Malgré plusieurs tentatives, ils n'ont pas réussi à les récupérer, les laissant suspendus et inaccessibles sur les branches.
Étonnés et effrayés par ce qui venait de se passer, ils se sont recueillis en prière pour demander à Dieu une explication. On raconte qu'ils se sont immédiatement endormis et que la Vierge leur est apparue en rêve, leur demandant de construire une église à cet endroit. À leur réveil, ils ont commencé à ériger un autel au pied de l'arbre de cornouiller, qui s'est abaissé, leur permettant de récupérer leurs sacs.
Le souvenir de cet événement a été également illustré dans des peintures de la fin du XVe siècle à l'intérieur de l'église et dans les fresques du cloître de l'abbaye datant du XVIIe siècle.
Au-dessus du portail roman, l'inscription, en lettres noires avec des initiales rouges, se lit ainsi :
« HOC OPUS FECIT FIERI FRATER ANDREAS CERONIS CANONICUS ADRIENSIS REVERENDI PRIORIS DOMINI IOHANNIS (...) ECCLESIE NEAPOLITANE HUIUS VENRABILIS ECCLESIE SANCTE MARIE PREPOSITI VICARIUS DE PECUNIA IPSIUS PREPOSITI SUB ANNO DOMINI MCC (...) »
Mario Moretti rapporte la transcription faite par Vincenzo Bindi, qui, à son époque, lisait : « HOC OPUS FECIT FIERI ANDREAS SIMONIS CANONICUS ADRIENSIS (...) ANN. D. MCCLXXXV », ce qui indique la date de 1285, que d'autres historiens ont également déchiffrée comme 1466.
Cette datation par Bindi correspondrait à la date de construction de la petite église, qui se composait d'une seule nef avec abside, avec un narthex d'entrée accolé à la façade sous lequel s'ouvre le portail roman, surmonté de la lunette contenant la peinture de la Vierge à l'Enfant. Il est cependant établi, d'après les sources médiévales des archives historiques d'Atri, que, tout comme le Couvent des Zoccolanti de Mosciano Sant’Angelo, le couvent de Propezzano était soumis à la domination de la famille Acquaviva, car la nomination des abbés des deux couvents se faisait selon le principe de lex nullius. En effet, le droit canonique et ecclésiastique de l'Église était suspendu au profit du droit reconnu des Ducs d'Atri de nommer les abbés du couvent bénédictin, une question qui a provoqué de nombreux litiges et conflits entre l'évêché de Teramo d'une part, et la famille Acquaviva et ses cardinaux d'autre part.

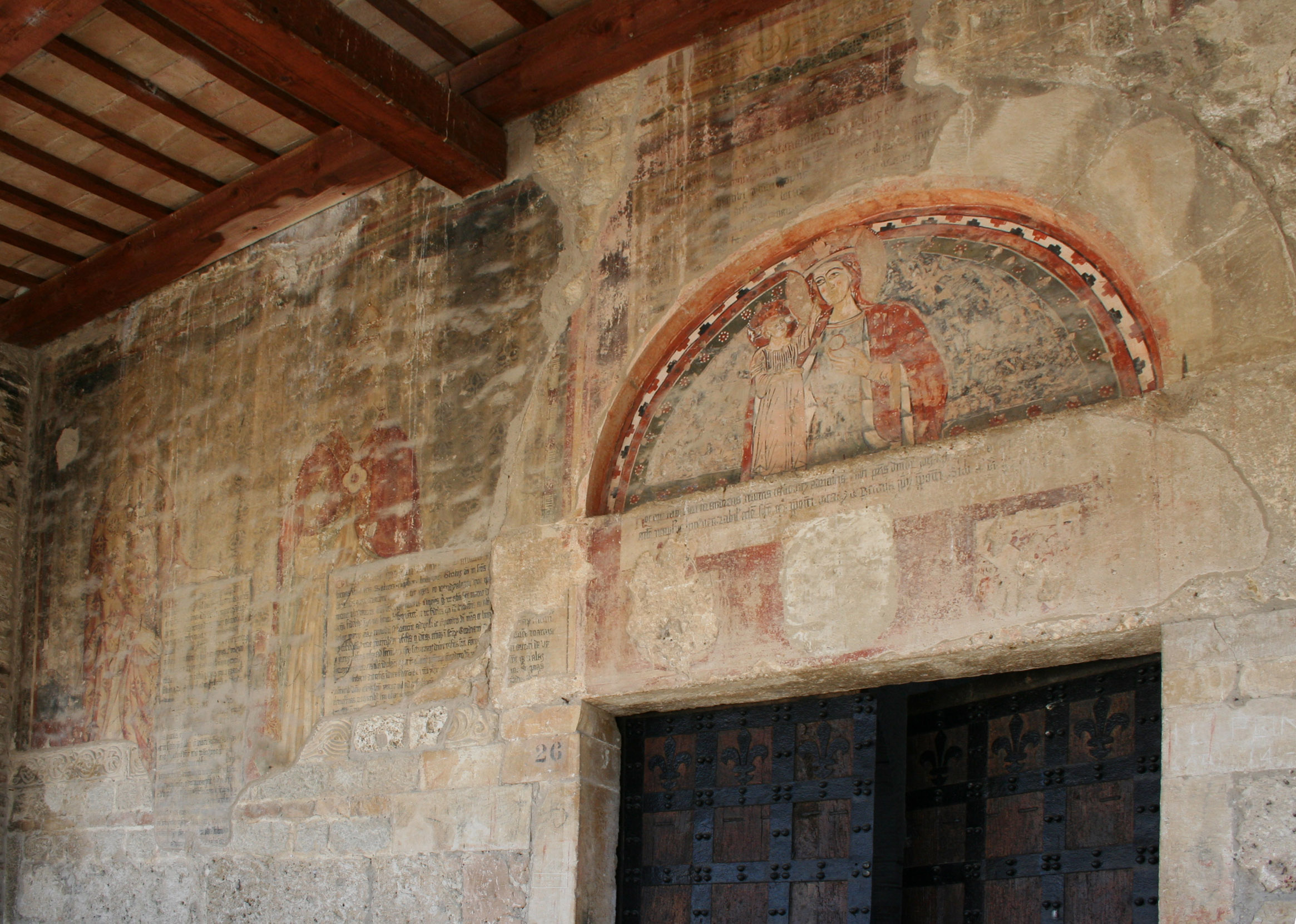
Fresques extérieures sous le narthex d'entrée
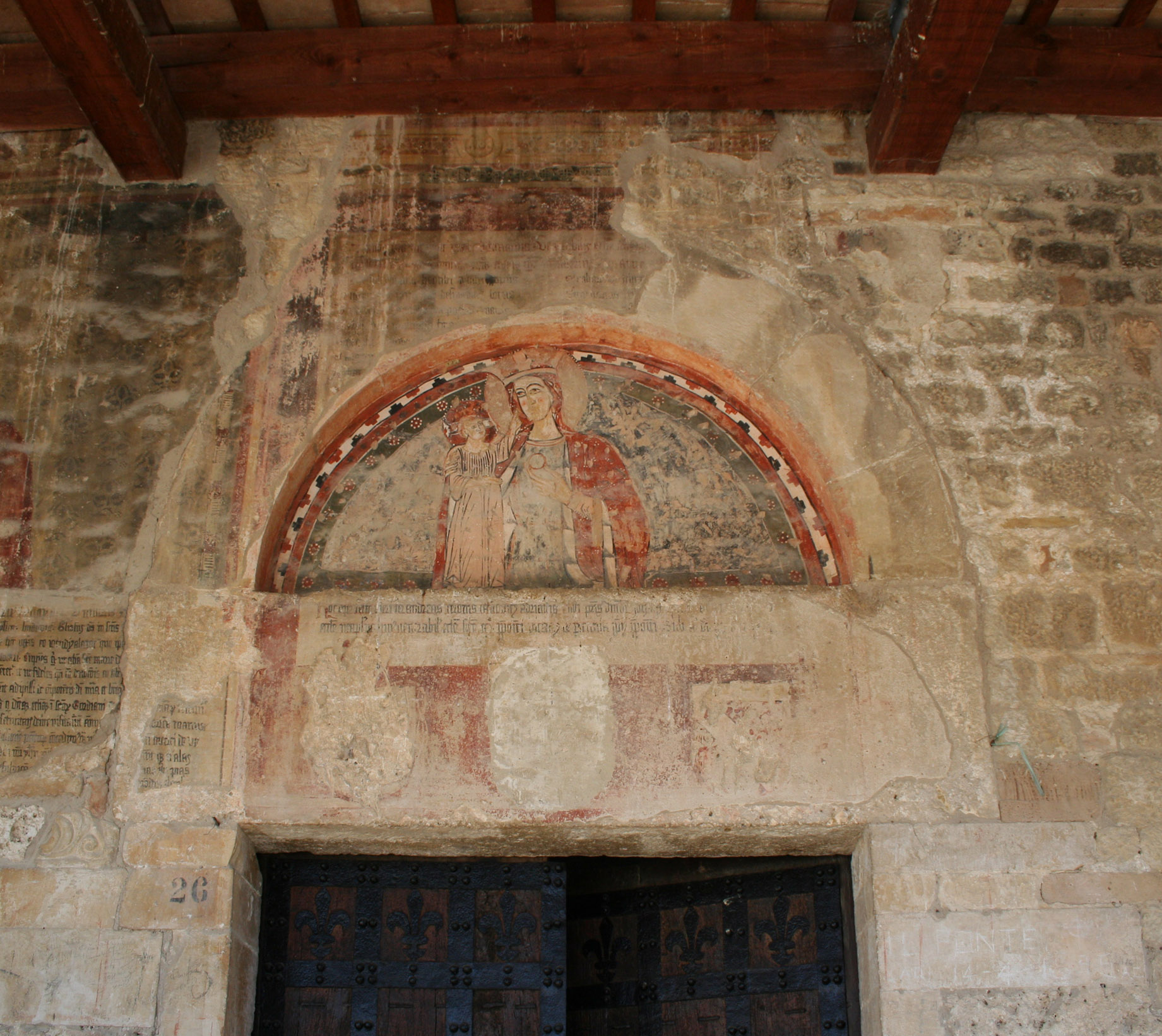
Détail de la lunette

## L'abbaye
Adjoint à l'important et riche complexe abbatial, l'actuelle église présente une structure articulée de style roman, avec de légères influences gothiques.
Des perspectives et des plans de l'ensemble du complexe monumental, il est possible de lire les interventions de construction réalisées à différentes époques. En effet, le bâtiment primitif, dont la fondation remonte à la période haut médiévale, à partir du IXe siècle apr. J.-C., a été soumis à plusieurs reconstructions et transformations à la suite des destructions causées par différentes vagues de barbares, pirates illyriens, Hongrois et Sarrasins, qui ont également détruit le couvent voisin et l'Église de S. Antonio Abate, la primitive Église du Saint-Sauveur (non pas Saint-Salvateur) et Saint-Nicolas de Morro D'Oro (dont la structure est visible à l'intérieur de l'église reconstruite par Giuliano di Ripatransone), Saint-Clément au Vomano et d'autres églises de la vallée, toutes reconstruites par les moines bénédictins puis aussi par les franciscains.
La partie la plus ancienne de l'édifice a des dimensions d'environ 8x30 mètres et correspond à une première église romane à nef unique, datant peut-être des IXe-Xe siècles ; de cette époque, l'abside est encore visible à l'intérieur de l'église actuelle, dans la nef centrale (elle était une exèdre d'une grande villa italo-romaine, dont il existe plusieurs traces dans les environs, puis rectifiée en abside sur la partie de l'arc gauche). L'oculus inférieur, légèrement décentré par rapport à celui supérieur, est également visible sur la façade extérieure, celui de l'église agrandie au XIVe siècle. Le petit portique, qui est en fait un nartex, a été construit à une époque différente de celle de l'église primitive (il n'y a pas de signes de liaison dans les maçonneries) et est composé d'arcs ogivaux soutenus par de petites colonnes massives, presque toutes reconstruites.
Au XIVe siècle, les corps latéraux ont été ajoutés, divisant l'aula intérieure en trois nefs. L'ensemble du corps nord (les trois nefs) a été surélevé par rapport au niveau de l'église restante. Le mur supérieur de la façade se termine par un couronnement horizontal (roman-abruzzais) décoré avec des arcatures suspendues entrelacées. La rosace avec une archivolte en céramique et le portail atrien et le clocher, en position inhabituelle par rapport à l'ensemble du monument, datent également de cette période.
De nombreux éléments et fragments réutilisés sont présents dans la structure.
À gauche de la façade principale s'élève la tour-clocher ajoutée au XVe siècle.

### La Porte Sainte
À l'extérieur, sur le côté gauche du narthex, on peut voir un riche portail en pierre attribué par Francesco Aceto à l'œuvre de l'atelier de Raimondo del Poggio, datant des premières années du XIVe siècle. La destination primitive de l'ensemble du portail était sur le mur nord (vers l'Église du Saint-Sauveur de Morro D'Oro et vers le couvent de S. Antonio, comme pour se relier à eux). Sur ce mur, qui donne sur le presbytère de l'église actuelle, on peut voir l'ouverture (puis bouchée) créée pour lui, ce qui était presque certainement une révision pendant la construction (peut-être en raison des dimensions réduites du parvis nord, où le terrain tombe à pic vers le fossé). En effet, cette révision est perceptible dans la coupe réalisée dans la maçonnerie en briques de la façade (la coupe est visible à droite et à gauche du portail actuel, mais seulement jusqu'à une hauteur de plus de deux mètres). Il est donc clair que le déplacement a été effectué pendant la construction et non, comme le suppose Moretti, sur l'ordre des Acquaviva au XVIe siècle, à l'occasion de la célébration d'une année sainte pour laquelle il n'existe aucun document. Après la création de la nouvelle ouverture dans la maçonnerie, les éléments décoratifs qui ornent l'actuelle porte Sainte ont été mis en place. Elle est ouverte seulement le 10 mai et le jour de l'Ascension, selon la tradition populaire.
Les caractéristiques des décorations de l'archivolte en plein cintre, avec quatre voussures concentriques, et le style architectural rappellent le portail exécuté par Raimondo del Poggio, situé sur le flanc droit de la cathédrale d'Atri, c'est pourquoi il est également appelé « le portail atrien ».

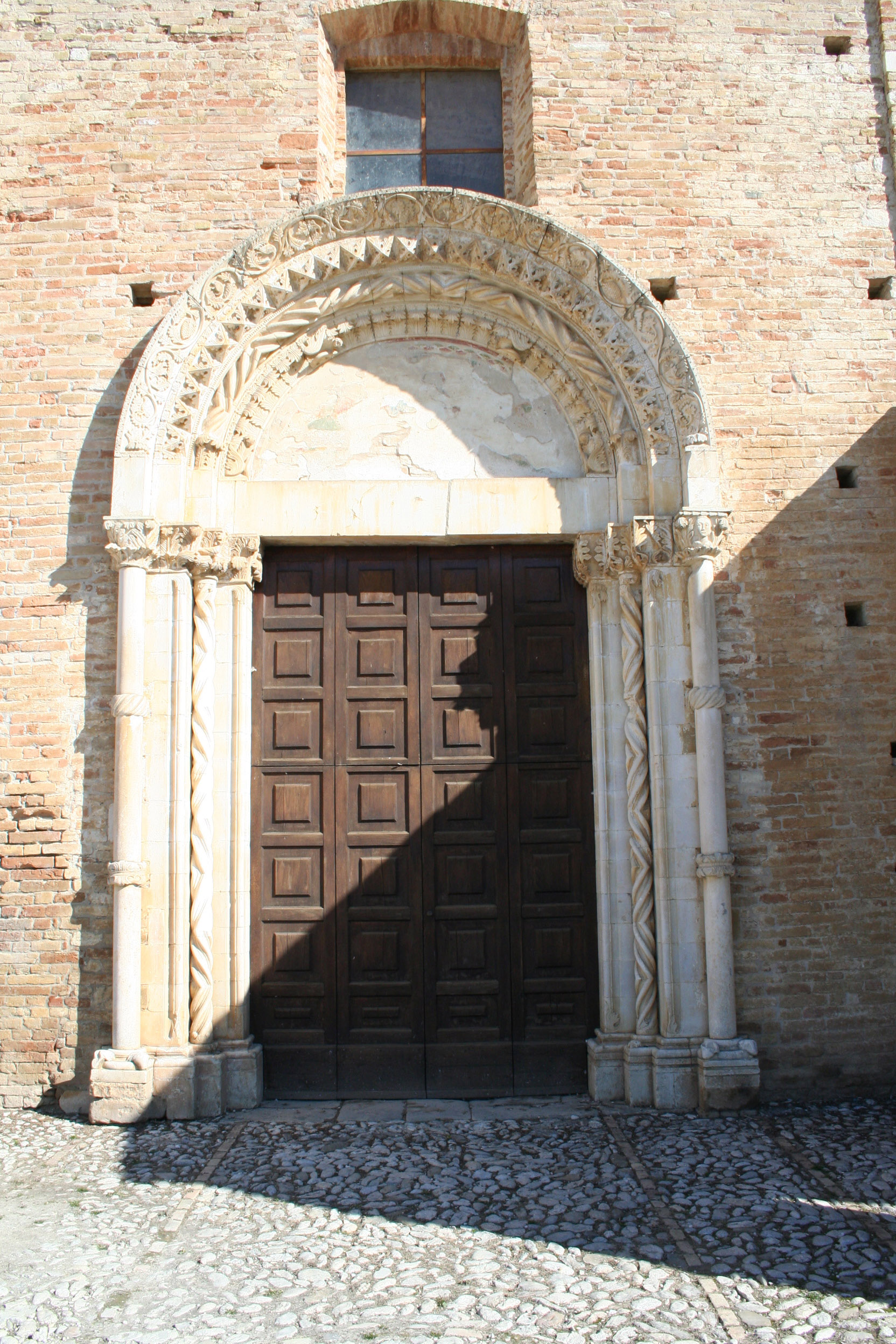
Porta Santa
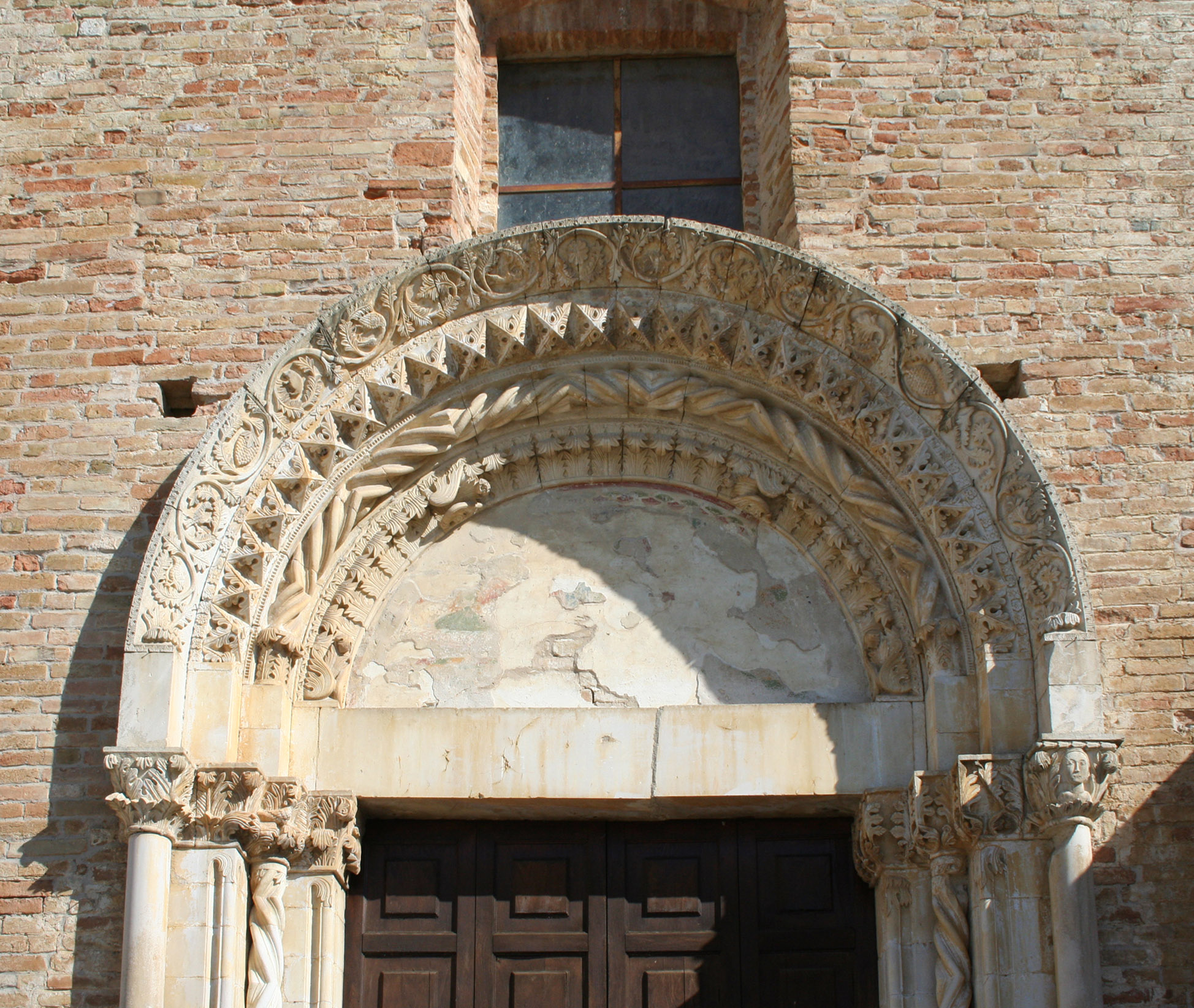
Lunette de la Porta Santa
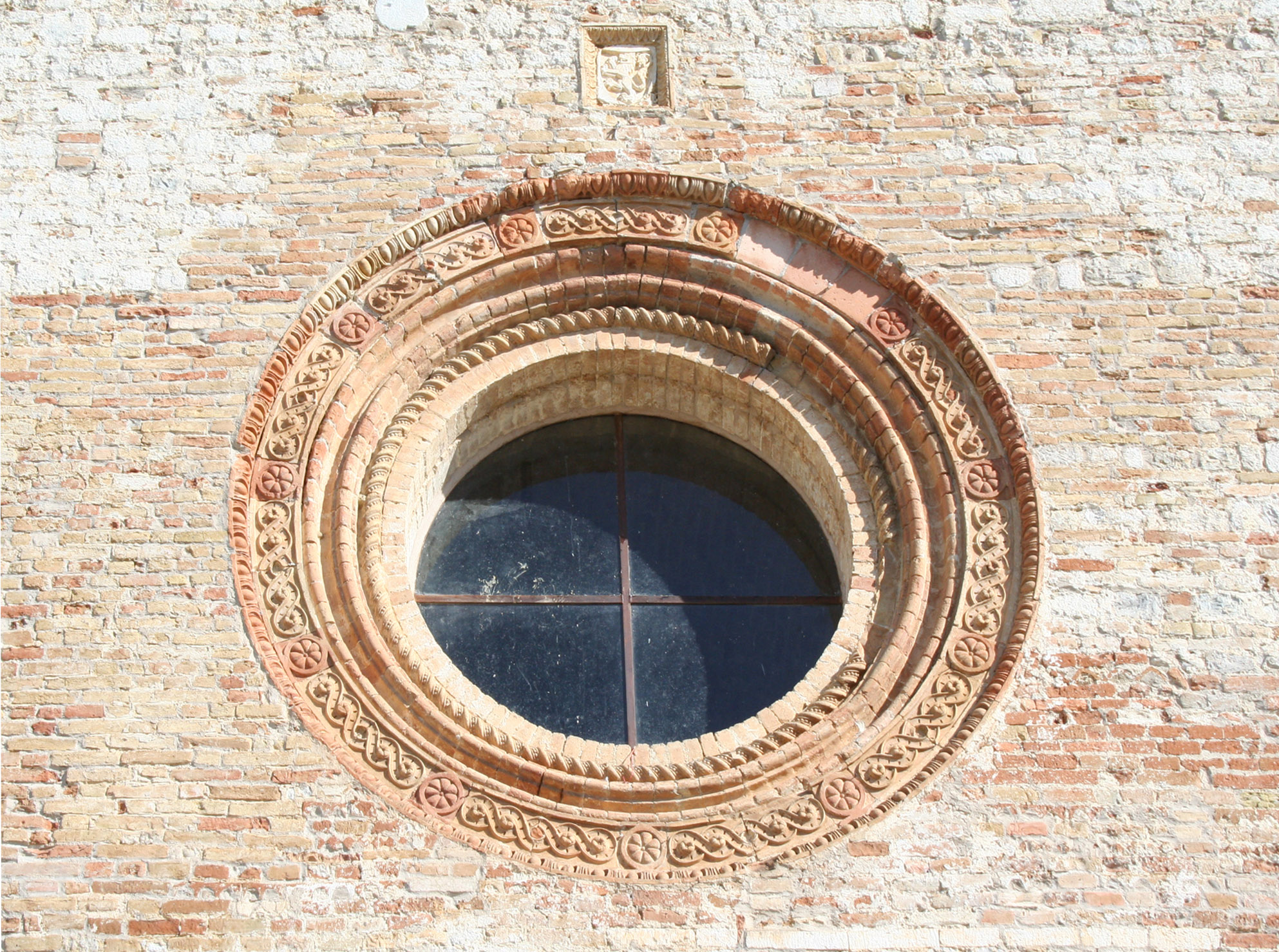
Rosace avec décorations en terre cuite

### Intérieur
La nef intérieure, de plan basilical, maintenant divisée en trois nefs de grandeur presque égale, est scandée par d'imposants arcs en plein cintre et se rattache à une structure de style roman-gothique. Les piliers se succèdent, présentant des demi-colonnes correspondant aux arcs-boutants. La zone du chœur surélevé commence à s'élever vers le milieu de la travée terminale. Les absides sont constituées par le mouvement des dernières travées.
Au niveau de la zone terminale de la nef centrale se trouvent les restes des murs de l'abside de la petite église de 1215, retrouvés et laissés visibles lors des travaux de restauration.
À droite de l'entrée se trouve un bénitier dont la base, une colonne lisse, repose sur un chapiteau roman inversé, décoré d'un calat de feuilles lancéolées disposées en deux rangs.

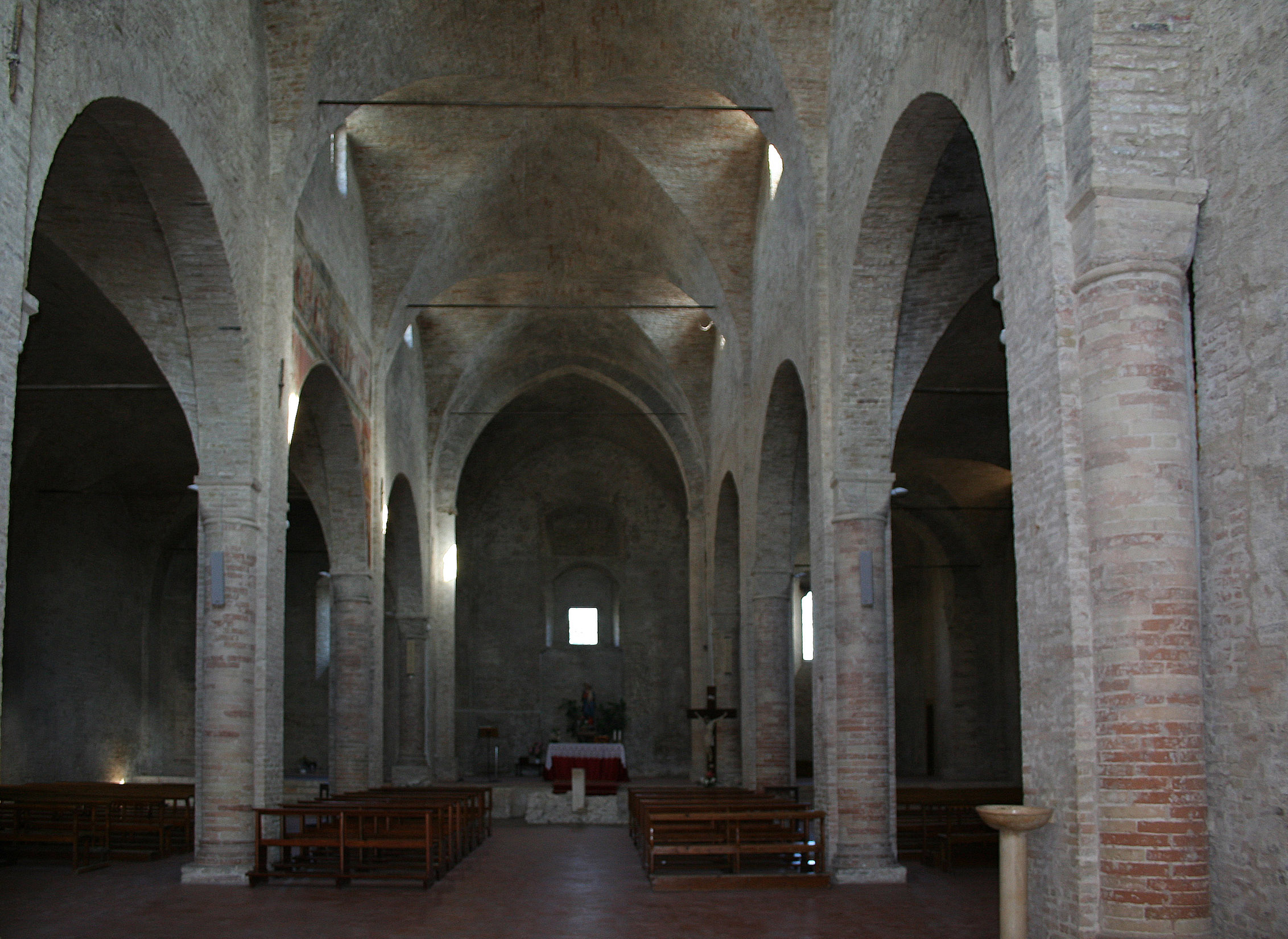
Nef intérieure
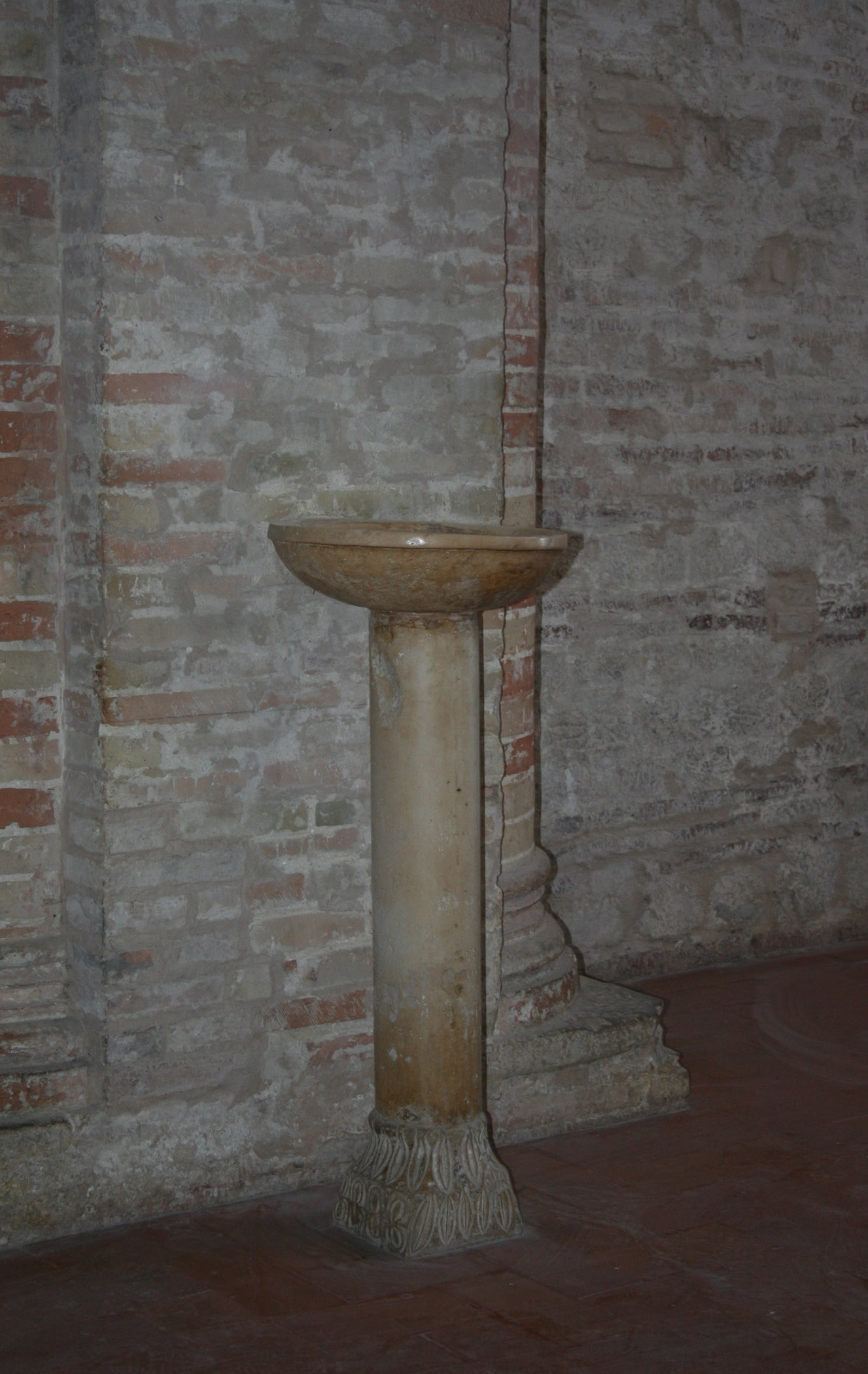
Bénitier avec colonne romane

### Fresques
L'église conserve à l'intérieur plusieurs fresques, parmi lesquelles se distinguent celles situées en hauteur dans la nef centrale, sur le mur du dessus de l'arc de la deuxième travée de gauche, datant de 1499, comme indiqué sous l'image de la Vierge agenouillée. Celles-ci décrivent l'événement miraculeux de la croissance rapide du cornouiller, l'apparition de la Vierge et le début de la construction de l'église.
Les récits apparaissent dans cinq registres, chacun ayant à sa base une petite légende composée de deux lignes écrites en langue vulgaire, décrivant ce qui est représenté.
Le thème pictural comprend également une représentation de l'Annonciation.
Sur le mur de la contre-façade gauche, une niche ogivale en briques contient des restes appréciables d'une peinture représentant la Crucifixion. La composition de l'œuvre montre à gauche de la croix le groupe des Maries soutenant la Vierge des Douleurs évanouie, tandis qu'à droite se trouvent Saint Jean apôtre et Marie Madeleine agenouillée.

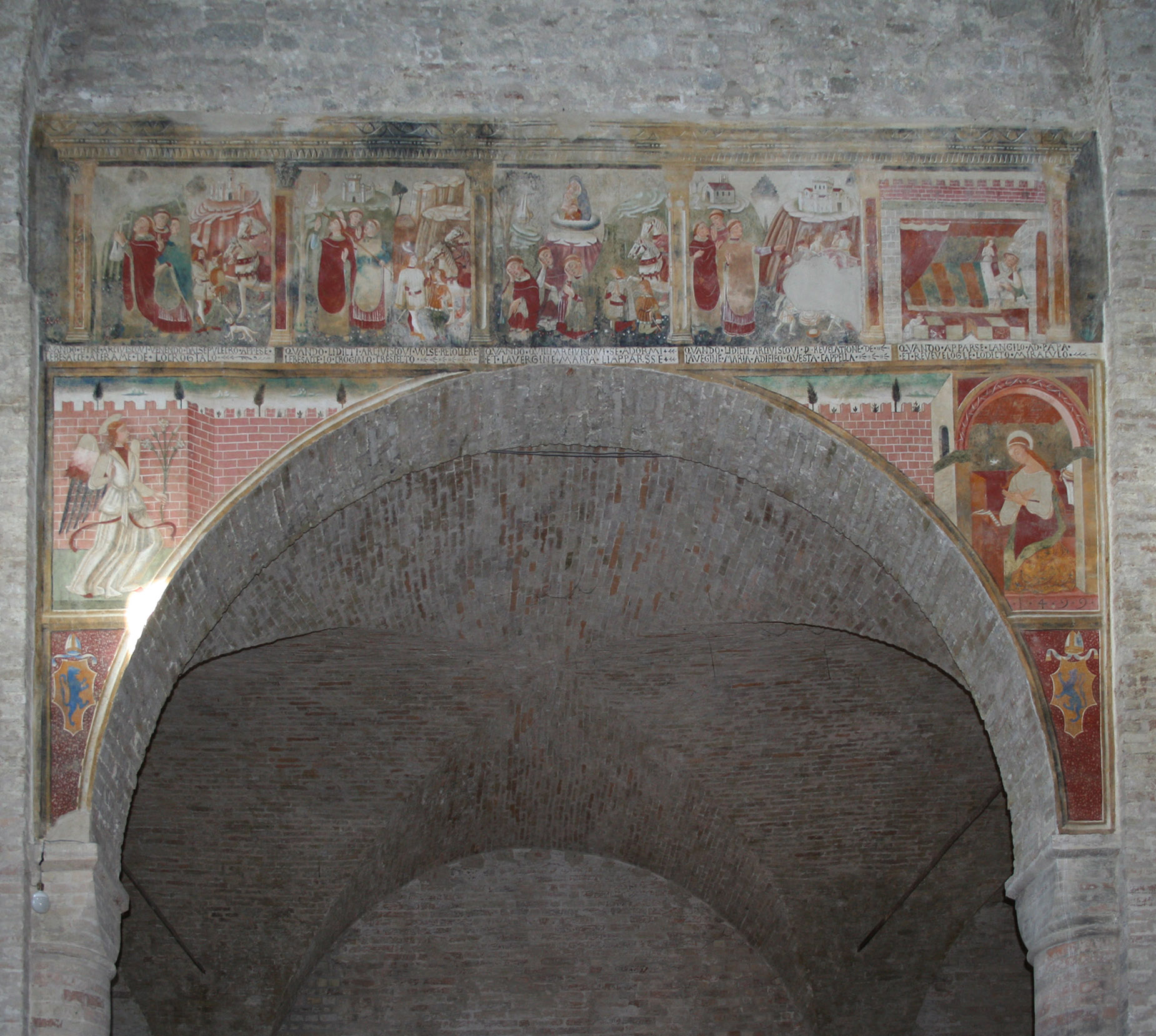
Fresques de 1499 sur l'arc de la nef centrale
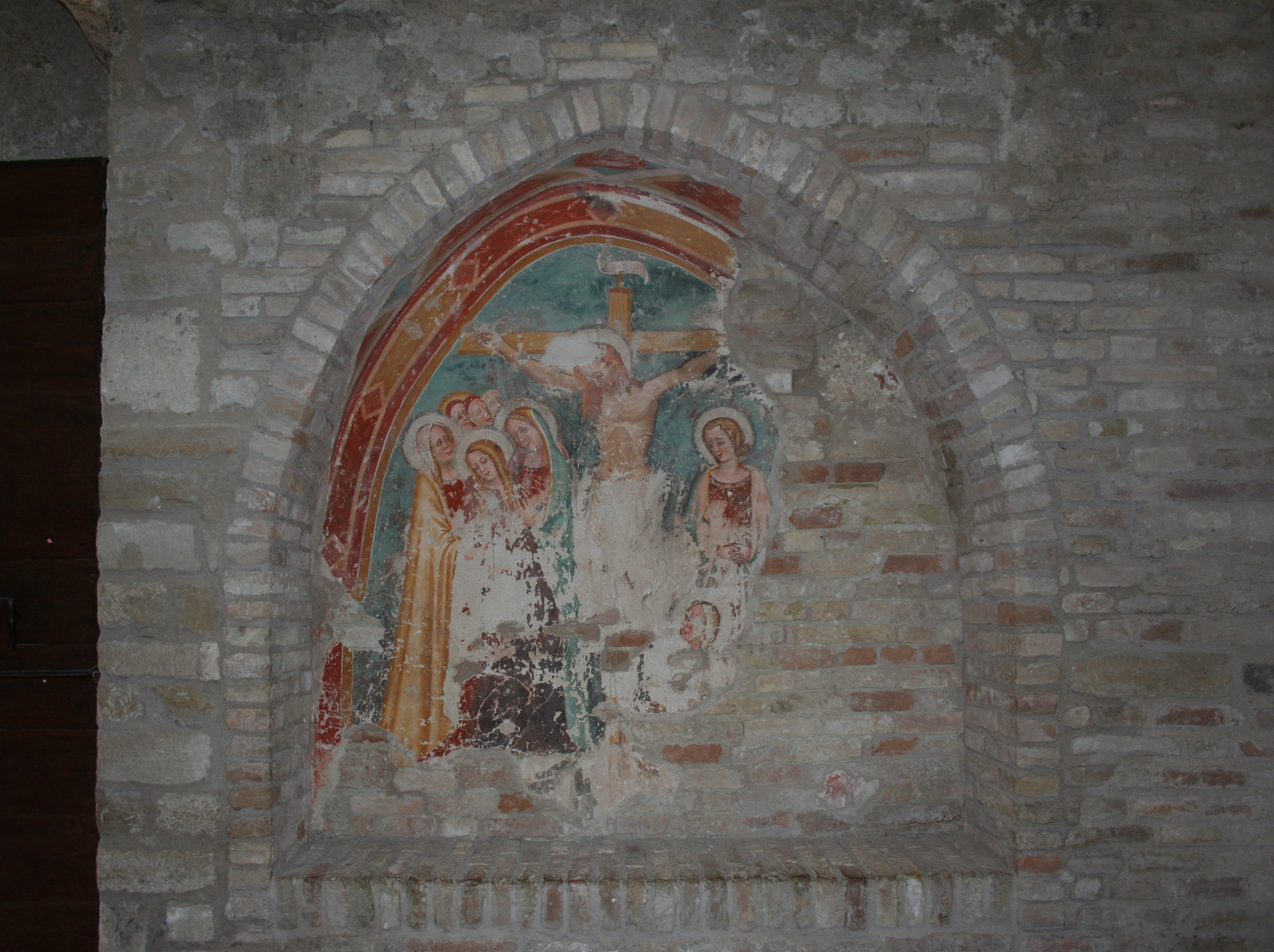
Crucifixion